# La Littérature internationale
La Littérature internationale était l'organe central de l'Union internationale des écrivains révolutionnaires (UIER).

## Histoire
Revue créée en 1933 sous le patronage de Romain Rolland, Upton Sinclair, John Dos Passos et Kouo Mo Jo.
Elle paraît six fois par an en plusieurs langues (allemand, anglais, français, chinois et russe).